# Rhypes
Rhypes (altgriechisch Ῥύπες) war eine antike griechische Stadt am Golf von Korinth.

## Geschichte

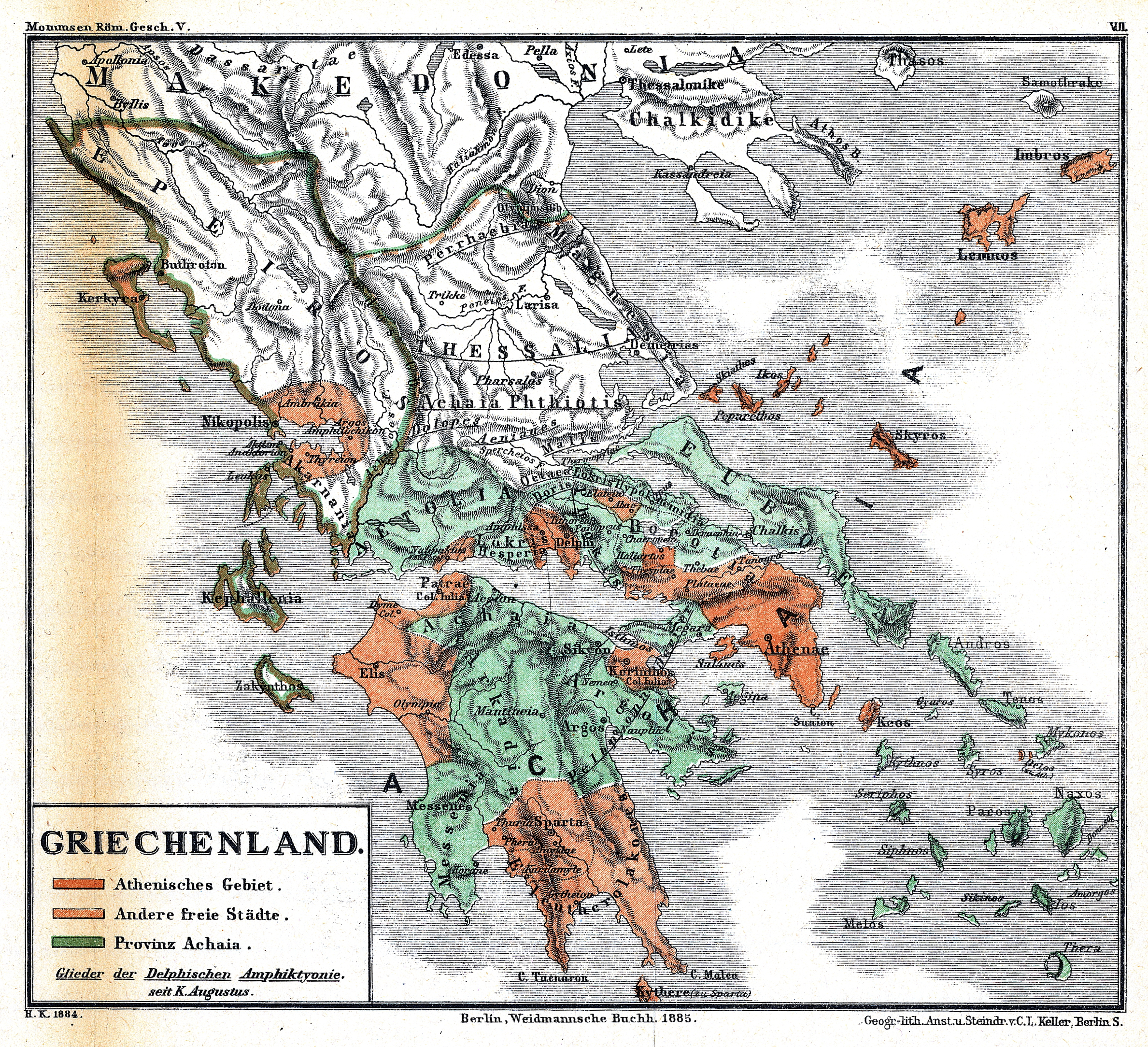
Grün markiert: römische Provinz Achaea in der Zeit des Augustus

Rhypes war eine Stadt in der Achaia. Sie lag nach den Angaben des Pausanias rund 30 Stadien westlich von Aegium (Aigion) und gehörte laut Herodot zu den zwölf Städten des Achaiischen Bundes. In der Zeit des Polybios gehörte es nicht mehr zu diesem Bund, sondern zu Leontium. Die Stadt existierte bis zur Zeit des Kaisers Augustus. Dieser soll befohlen haben die Stadt gänzlich zu zerstören und dem Erdboden gleich zu machen. Er siedelte die Achaiischen Bewohner der Stadt nach Patrai um und teilte die Landschaft Rhypis oder Rhypike zwischen Aegium und Pharae auf. Das Gebiet war schon zu Strabons Zeit unbewohnt.
Pausanias gab an, dass sich die Ruinen unweit der Hauptstraße von Aegium nach Patrae befanden. Strabon erwähnte, dass Aischylos die Stadt bereits als das „Die heilge Bora, der blitzgetroffnen Rhypes Flur“ erwähnte. Laut Herodes war Rhypes der Geburtsort von Myskelos, der im ausgehenden 8. Jahrhundert vor Christi die Stadt Kroton in Süditalien gründete. Im Gebiet von Rhypes gab es ein Demus namens Leuctrum und rund 60 Stadien von Aegium entfernt einen Seehafen namens Ekineum.

## Lage des Ortes

Lage der 12 antiken Städte

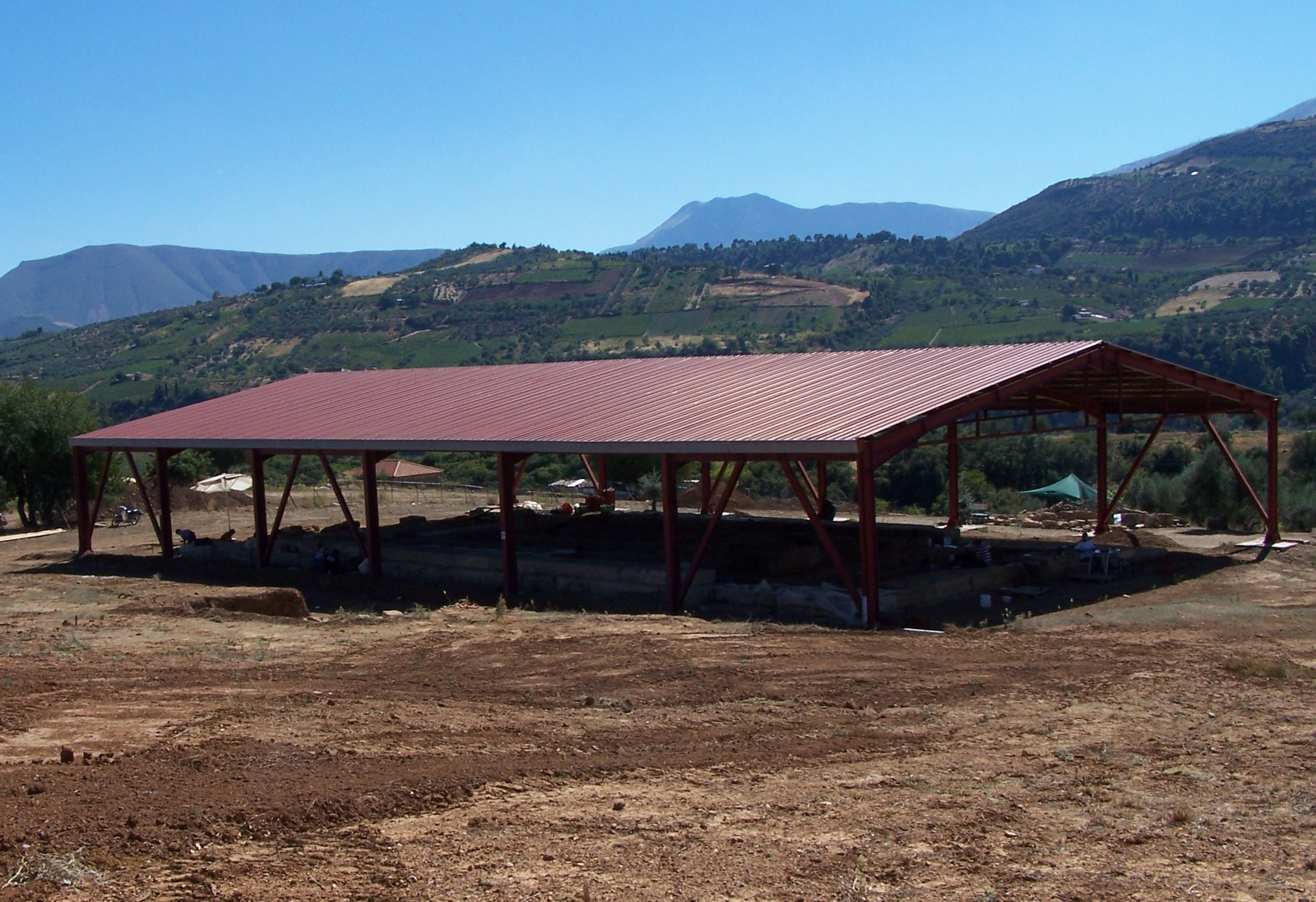
Überdachter Tempel im antiken Rhypes (Egialia)

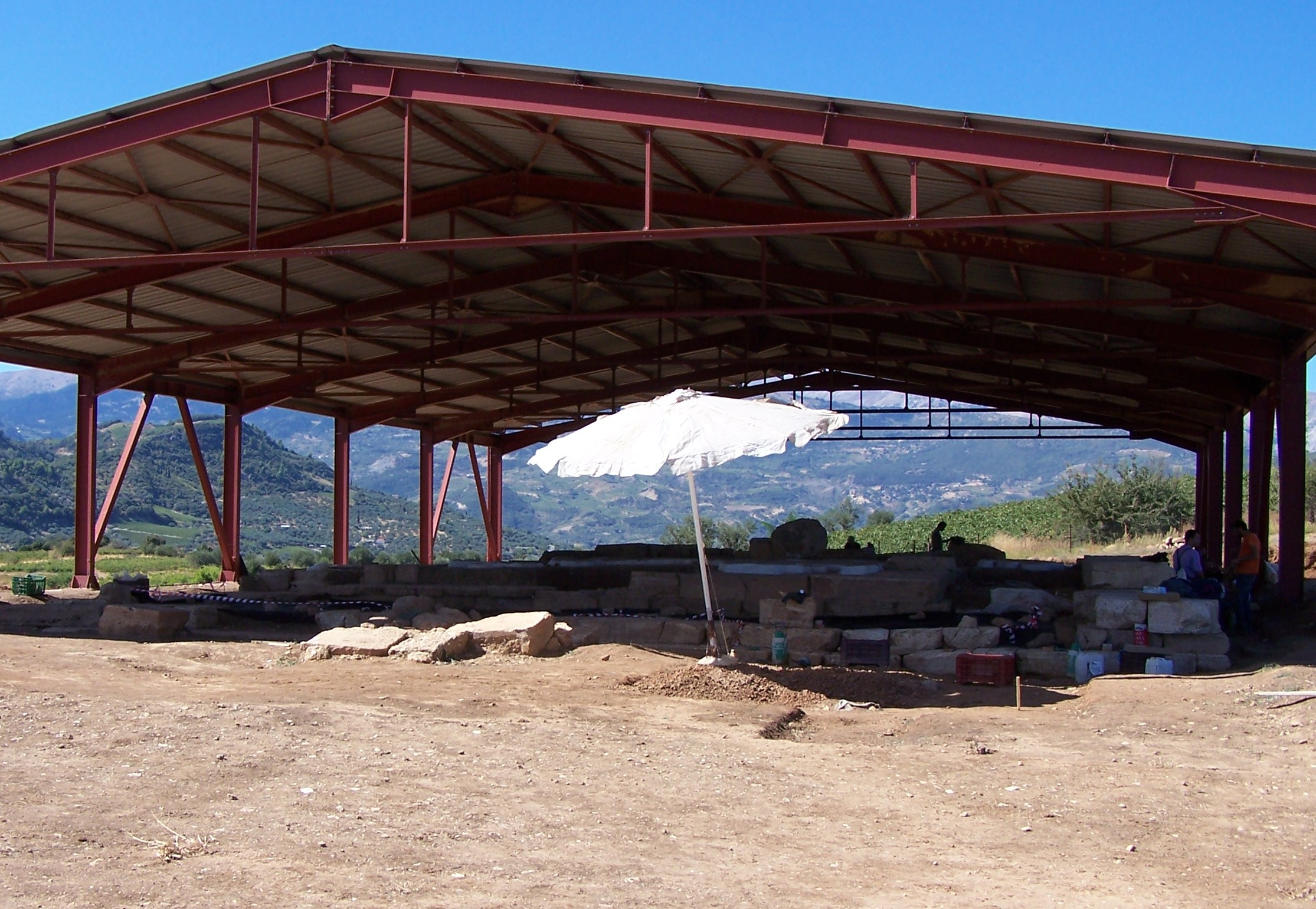
Tempel von Rhypes (ca. 530 v. Chr.) – Im Vordergrund die Reste der Rampe, die zum Tempel führt

Die Lokalisierung der antiken Stadt Rhypes gilt noch als unsicher. Wahrscheinlich lag sie auf der Trapeza Aigion (griechisch Τραπεζά Αιγίου), einem steil aufragenden Tafelberg, eine geradezu prädestinierte Akropolis, inmitten der steil ansteigenden Weinhänge am Golf von Korinth.
Die Trapeza ragt rundherum sehr steil auf (höchste Erhebung: etwa 451 m) und hat nur nach Südwesten einen flach zu den angrenzenden höheren Bergen auslaufenden Sattel. Antike Mauerreste sind auf dem gesamten Bereich der Trapeza sichtbar und an einigen Stellen entlang des Steilabfalls sind massive Schutzmauern zu sehen. Die errechnete Stadtfläche ergibt rund 272.000 m2.
Aufgrund dieser antiken Reste erfolgte eine Identifizierung mit dem antiken Ort Rhypes schon von Jean A. Lebègue (1871), Ernst Meyer (1939) und zuletzt Dietram Müller (1987). Anhand der von Meyer in einer von G. Buechli gezeichneten Karte und dem Foto einer kannelierten Säulentrommel, deren Lage der damalige Ephoros der Antikenverwaltung, Ioannis Papapostolou (Ιωάννις Παπαποστόλου), im Jahre 1972 im Foto abbildete, konnten von Andreas G. Vordos (Aνδέας Γ. Βόρδος) 1996 die Reste eines Tempels identifiziert werden. Durch Antefixe aus Oberflächenfunden im inneren Tempelbereich wurde der Bau vorläufig in die letzten Jahrzehnte des 6. Jh. v. Chr. datiert.
Beschreibung Friedrich von Duhns:

„Eine gute Stunde südwestlich von Aegion, dem Panachaikon zu, erhebt sich ein hoher tafelförmiger Gebirgsausläufer […]. Hier lag eine nicht unbedeutende hellenische Stadt, allerdings nicht viel weiter von Aegion und nicht weniger dominirend, als z. B. Bura oder Keryneia über Helike gelegen haben müssen. Ringmauern laufen herum und zahlreiche Gebäudefundamente sind auf dem weiten Raum zerstreut. Keines bildet merkwürdigerweise mehr eine grade Linie, sondern schief und krumm, theilweise fast vertikal stehen die Blöcke auf diesem von den Erdbeben so heimgesuchten Boden; hierin möchte man auch die nächste Erklärung suchen, wie Augustus darauf kam, Rhypes ganz eingehen zu lassen: nur bei einer durch ein Erdbeben gänzlich niedergeworfenen Stadt war eine solche Massregel gerechtfertigt. Wollte man Rhypes, wie [es] sonst geschieht, näher am Meer suchen, so würde man die Theilung seines Gebietes zwischen Aigion und Pharai nicht mehr verstehen: die binnenländische Lage auf der Trapeza, hinter sich das weit in’s Panachaikon, an dessen anderem Abhang Leontion lag, einschneidende Thal des Gaidaropniktes erklärt jene Theilung vollkommen“

Seit 2000 ist die Fundstelle vom griechischen Kulturministerium unter Schutz gestellt. 2003 wurden in einer ersten Stufe 13.000 m2 für eine archäologische Stätte enteignet, weitere ca. 47.000 m2 sollen in Zukunft folgen. Um die Tempelreste vor den extremen Temperaturschwankungen durch direkte Sonneneinstrahlung und Nachtfrost und Schlagregen zu schützen, wurde ein Trapezblechdach mit der Fläche von 800 m2 innenstützenfrei aus Stahl errichtet. Bei diesem Schutzdach handelt es sich nach demjenigen über dem Bassai (Peloponnes) und Malia (Kreta) um das drittgrößte freiüberspannte in Griechenland.